# Tornado (berg och dalbana)

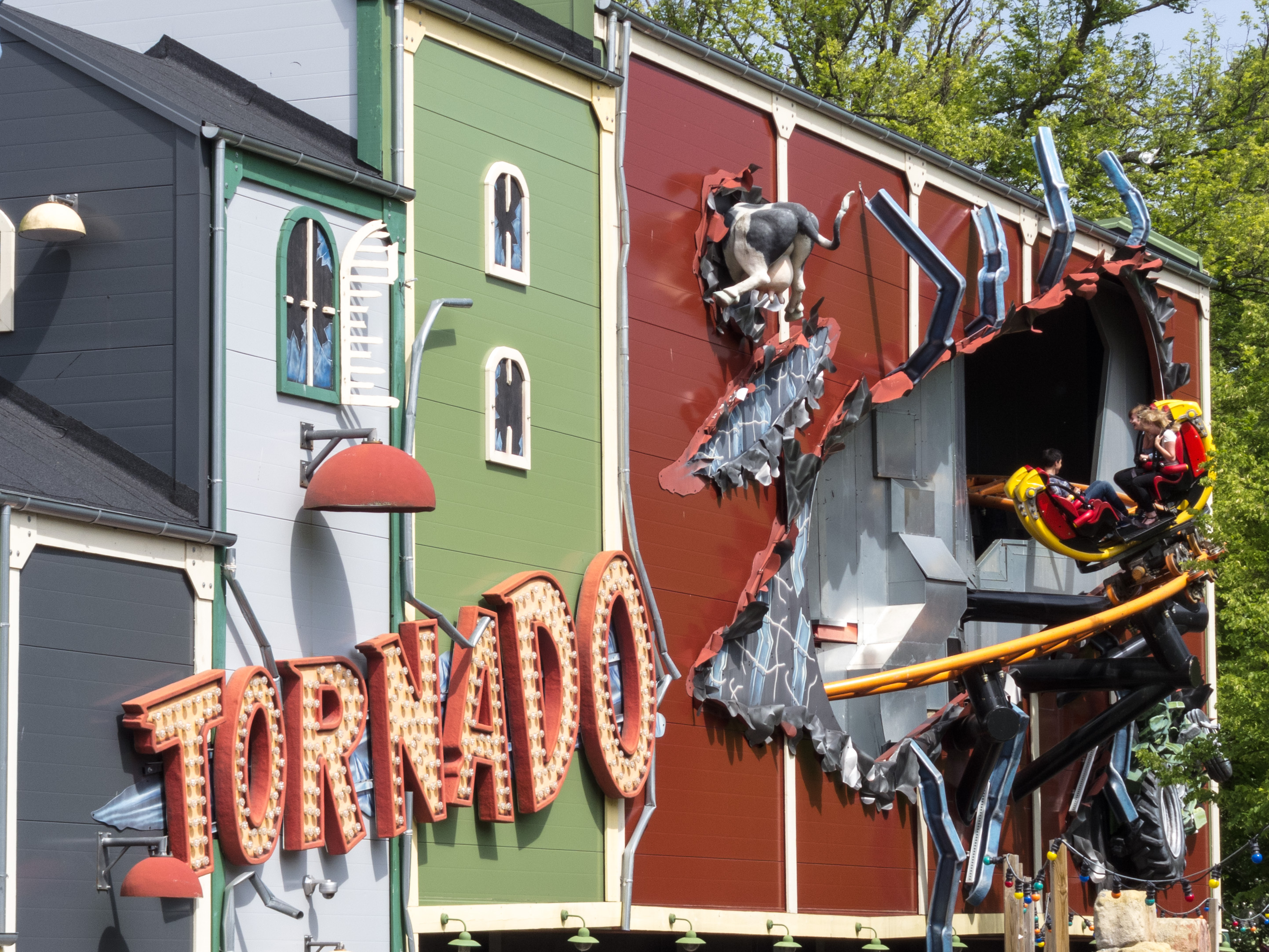
Tornado på Bakken.

Tornado är en berg- och dalbana på Bakken i Danmark. Tornado är speciell på det viset att i stort sett hela banan går inomhus, men också för att gondolerna roterar samtidigt som de färdas runt banan. Banan byggdes under vintern 2008/2009 och stod klar till öppningen i mars 2009.
Den har 4 vagnar med plats för 4 personer vardera. Banan 347 meter lång och har kapacitet för 480 åkare per timme.